# Enroladinho de salsicha
Os enroladinhos de salsicha são uma variedade alimentos diferentes que têm como base a salsicha, nomeadamente nos Estados Unidos, Reino Unido, Dinamarca, Irlanda, Alemanha, Bélgica, Rússia, Canadá e Japão. Muitas das variedades são grandes, mas outras receitas são feitas para serem comidas em uma ou duas dentadas. Por esta razão, eles são normalmente servidos como aperitivo ou hors-d'oeuvre ou acompanhado por outros pratos no prato principal de uma refeição. No Ocidente, especialmente nos Estados Unidos e no Canadá, onde os enroladinhos de salsicha são feitos para serem comidos com uma dentada, é comum um hors d'oeuvre servido em festas de cocktail e é muitas vezes acompanhada de mostarda ou molho aioli.
Os enroladinhos de salsicha são geralmente diferentes dos rolos de salsicha, que são maiores, têm mais recheio, são servidos no pequeno-almoço ne almoço em partes da Europa, Austrália e, mais raramente, nos Estados Unidos e no Canadá.

## Reino Unido

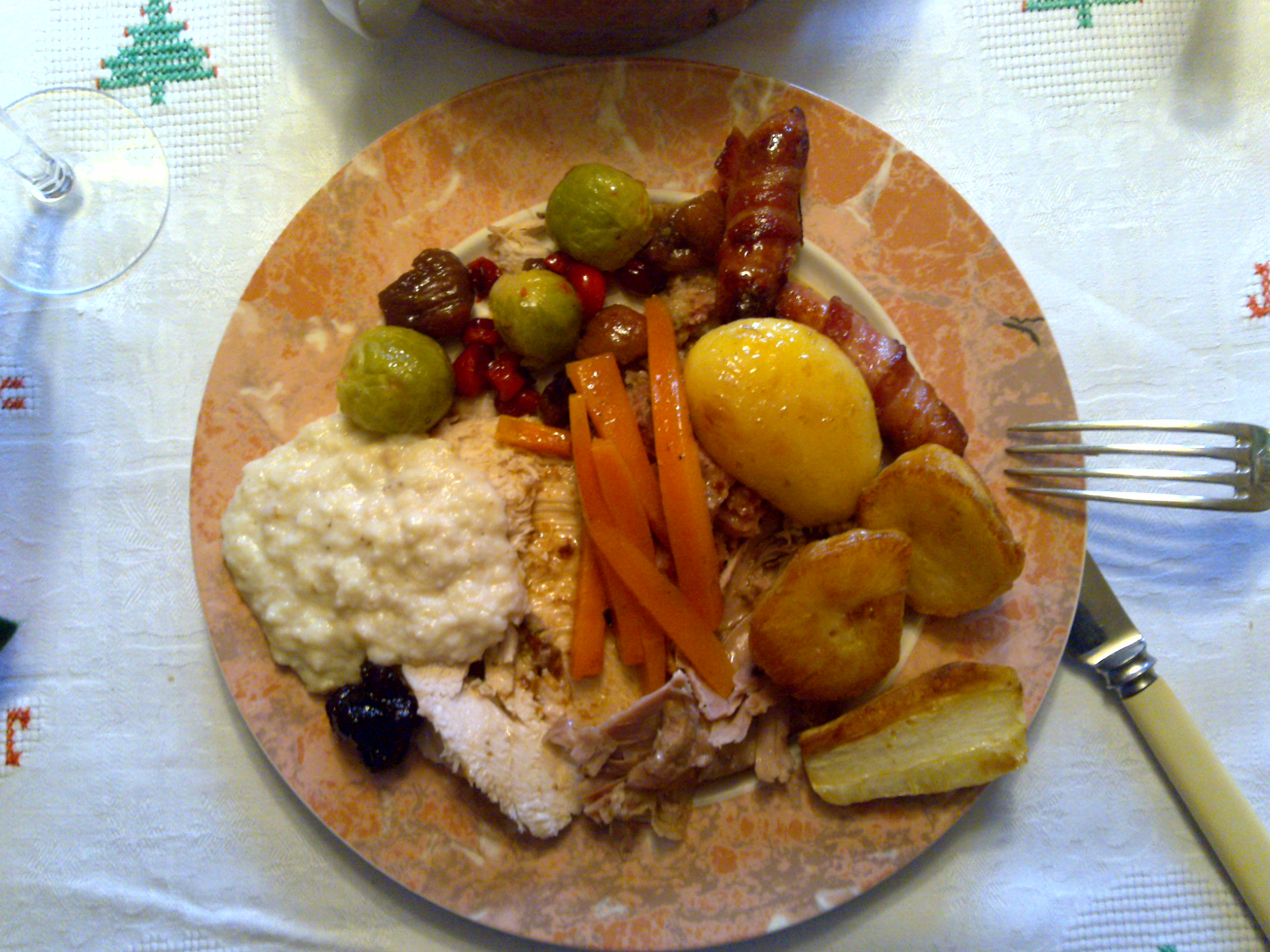
Jantar de natal no Reino Unido; enroladinhos de salsicha no canto superior direito do prato

No Reino Unido, "Os enroladinhos de salsicha" refere-se a pequenas salsichas (geralmente chipolatas) envolvidos em bacon. Eles são um acompanhamento  tradicional para o peru assado num jantar de Natal.

## Estados Unidos

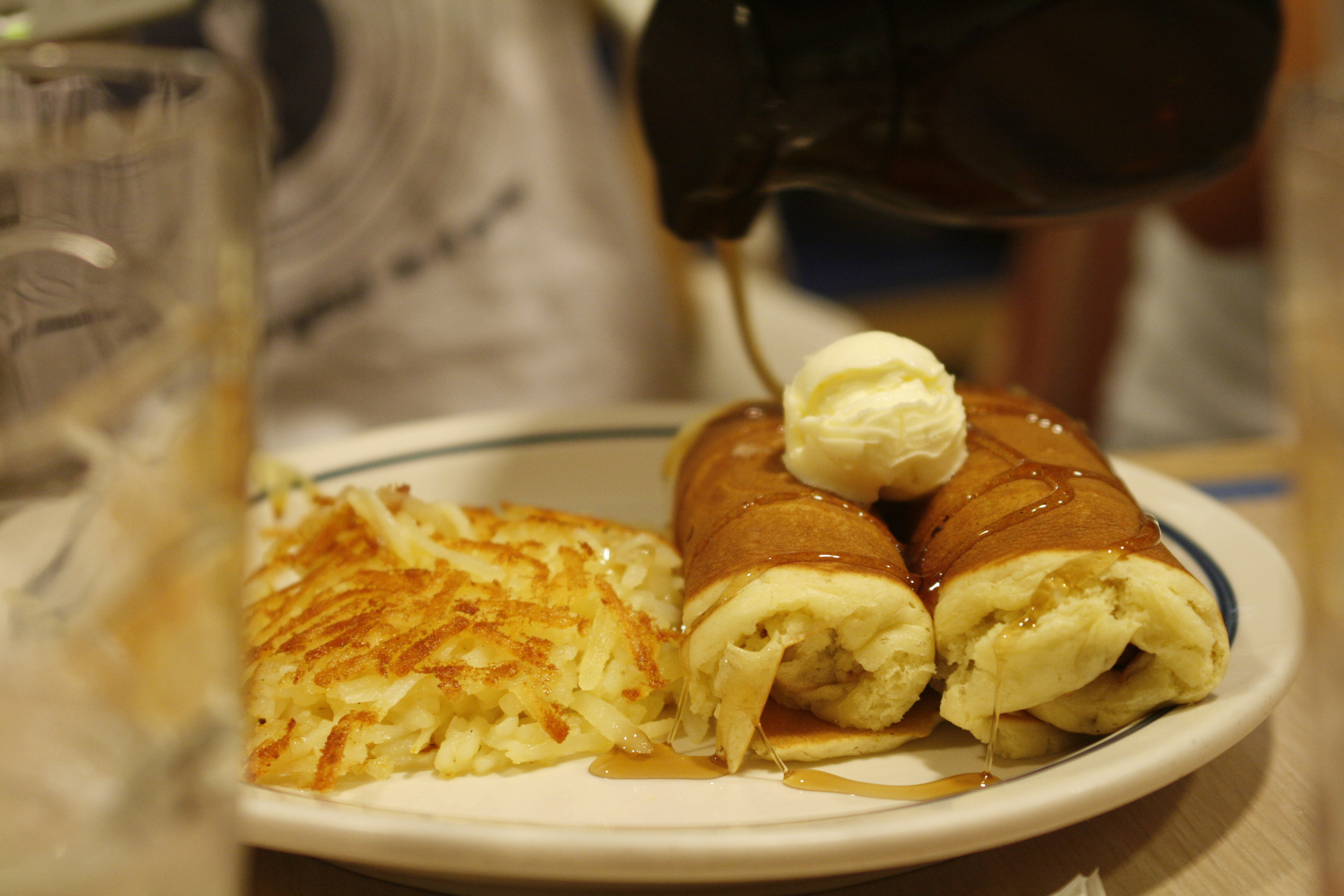
Salsicha envolta em panquecas

Nos Estados Unidos, o termo "enroladinhos de salsicha" normalmente refere-se a cachorros-quentes envoltos em massa de croissant, mas podem incluir salsichas de Viena ou salsichas cocktail envolvidas em massa de panqueca, de croissant e de pão. A massa é por vezes feita em casa, mas normalmente usa-se massa em conserva. Na maior parte das vezes é servido de forma rápida e fácil como prato principal ou uma refeição ligeira (especialmente para crianças), enquanto as versões menores, são servidas como aperitivo. No pequeno-almoço ou brunch, o termo "enroladinhos de salsicha", muitas vezes refere-se a salsichas enroladas em panqueca. No estado do Texas, os enroladinhos de salsicha são chamados de kolaches, apesar do termo ser um ligeiro equívoco.

## Em outro lugar
O nome também pode se referir ao prato checo-americano, klobasnek.
O alemão Würstchen im Schlafrock ("salsicha num roupão") usa salsichas envolto em massa folhada ou, mais raramente, panquecas. O queijo e o bacon às vezes estão presentes. - não deve ser confundido com o inglês "porco no cobertor" - o que não é.
Na Rússia, este prato é chamado Сосиска в тесте (Sosiska v teste, "salsicha na massa").
Em Israel, Moshe Ba'Teiva (Moisés no cesto) é para crianças, um prato que consiste de um cachorro-quente enrolado num ketchup coberto em massa folhada ou massa de pão e assada.
Na Dinamarca, há um prato semelhante ao estilo Britânico prato conhecido como o Pølse eu svøb, que significa "salsicha no cobertor", geralmente vendidos em bancadas de cachorro-quente conhecido como pølsevogn (salsicha-vagões). O estilo Americano de enroladinhos de salsicha são conhecidos como Pølsehorn, com o significado de "salsichas chifres".
Na Finlândia, os enroladinhos de salsicha são conhecidos como nakkipiilo, que significa "oculto salsicha", em tradução livre.
No México, a salsicha é envolvida nma tortilla e frita em óleo vegetal. O nome "salchitaco" vem da fusão das palavras salchicha (salsicha) e taco.
Na Austrália e na Nova Zelândia, os enroladinhos de salsicha são um cocktail envolto em bacon e/ou massa folhada.
Na China, usa-se salsicha chinesa envolta em massa folhada e é chamada de "Volta Cheong Bao" e é cozido no vapor em vez de assado.
Em Hong Kong, um cachorro-quente envolto em massa folhada é chamado de "Cheung Jai Bau" ou "Cachorro-Quente de Bolo" e é cozido.
Na Estónia, eles são referidos como "viineripirukas", o que significa salsicha de pastelaria.
Na Sérvia, o prato tem o nome de "rol viršla", literalmente cachorro-quente de rolar.  Rol viršla é um fast food muito popular na Sérvia.